# Fifield (ort i Australien)
Fifield är en ort i Australien. Den ligger i kommunen Lachlan och delstaten New South Wales, i den sydöstra delen av landet, omkring 370 kilometer väster om delstatshuvudstaden Sydney. Antalet invånare är 244.
Trakten runt Fifield är nära nog obefolkad, med mindre än två invånare per kvadratkilometer.. Det finns inga andra samhällen i närheten.
Omgivningarna runt Fifield är i huvudsak ett öppet busklandskap. Genomsnittlig årsnederbörd är 608 millimeter. Den regnigaste månaden är februari, med i genomsnitt 117 mm nederbörd, och den torraste är oktober, med 9 mm nederbörd.